# Mecklenbeck
Mecklenbeck ist ein Wohnbereich (Stadtteil) im Süden des Stadtbezirks West der Stadt Münster in Westfalen. Er liegt zwischen den Stadtteilen Albachten im Westen und dem Innenstadtbereich im Osten sowie Sentrup im Norden und Amelsbüren im Süden. Direkt zwischen den Autobahnen A1 und A43 gelegen, leben in Mecklenbeck 10.797 Einwohner (Stand 31. Dezember 2023) auf einer Fläche von knapp 6,24 km².

## Geschichte
Mecklenbeck hat sich aus einer alten Bauerschaft entwickelt, die sich links und rechts des Meckelbachs (des Namensgebers des Dorfes) entlang der Landstraße nach Dülmen (der heutigen Mecklenbecker Straße) angesiedelt hat. Der Meckelbach mündet kurz vor dem Aasee in die Münstersche Aa. Schon im Jahr 889 findet sich eine urkundliche Erwähnung eines dem Domkapitel gehörenden Bauernhofes auf dem Gebiet des heutigen Mecklenbecks. Von dieser frühen Besiedelung zeugt noch heute der alte Fachwerkspeicher von Haus Kump, einem Bauwerk aus dem 16. Jahrhundert und ältestem Speichergebäude in Münster. 
Gegen 1800 begann ein leichtes Wachstum der Bauerschaft, welche in den kommenden Jahrzehnten ein eher dörflich strukturiertes Zentrum mit Kapelle, Schule und Gasthäusern bekam. Die 1845 neu errichtete Kapelle wurde zwar bald darauf vergrößert, erhielt ihre Selbständigkeit als Pfarrkirche aber erst 1951. Vorher gehörte Mecklenbeck kirchlich zur Gemeinde St. Lamberti in Münster. 
Zur Stadt Münster gehört der größte Teil von Mecklenbeck seit der zweiten Eingemeindung im Jahr 1903, als es als Teil der Gemeinde Lamberti eingemeindet wurde. Der Teil südlich der Bahnlinie wurde als Teil der Gemeinde Amelsbüren erst 1975 zu Münster eingemeindet. Nach dem Zweiten Weltkrieg entstand in Mecklenbeck ein großes Barackenlager für Flüchtlinge und Spätaussiedler. 
Kleinere Neubausiedlungen entstanden seit den 1920er Jahren. Der Stadtteil bestand nun aus mehreren räumlich getrennten Wohngebieten, während ein Teil der alten Bauernhöfe abgerissen wurde und bis zum Beginn des 21. Jahrhunderts alle Höfe die Landwirtschaft beendeten. Mit dem Projekt Neue Mitte Mecklenbeck wird seit Mitte der 1990er Jahre versucht, dem Stadtteil einen zentralen Ortskern zu geben. Dazu entstand auf dem Gebiet rund um die 1972 neu errichtete St.-Anna-Kirche und die anderen dort befindlichen historischen Gebäude ein neues Wohngebiet mit zahlreichen Einkaufsmöglichkeiten, Kindergärten und einem Bürgerhaus, zu welchem einer der alten Bauernhöfe umgebaut wurde.

## Statistik
Strukturdaten der Bevölkerung in Mecklenbeck am 31. Dezember 2020:
- Bevölkerungsanteil der unter 20-Jährigen: 18,6 % (Münsteraner Durchschnitt: 17,4 %)[2]
- Bevölkerungsanteil der mindestens 60-Jährigen: 26,0 % (Münsteraner Durchschnitt 23,5 %)[3]
- Ausländeranteil: 9,4 % (Münsteraner Durchschnitt: 10,9 %)[4]

## Kirchen
- Katholische St.-Anna-Kirche, Dingbängerweg. Einweihung 1972, Architekt: Harald Deilmann.
- Evangelische Martin-Luther-Kirche, Mecklenbecker Straße. Einweihung 1967, Architekt: Karl-Heinz Schwabenbauer.

## Schulen
- Peter-Wust-Schule, städt. Grundschule, am Dingbängerweg
- Loevelinglohschule, städt. kath. Grundschule, an der Wiedaustraße
- Friedensschule, bischöfliche Gesamtschule, an der Echelmeyerstraße

## Verkehr

### ÖPNV
Mecklenbeck ist mit drei Buslinien der Stadtwerke Münster an das Stadtzentrum angebunden. Auf der Weseler Straße, der Haupterschließungsstraße des Stadtteils, verkehren die Busse tagsüber im 10-Minuten-Takt, wobei sie stadteinwärts eine Busspur nutzen. Alle 20 Minuten verkehrt ein Bus in den Nachbarstadtteil Albachten, wo es einen Bahnhof gibt. Stündlich wird der Stadtteil Roxel angefahren. Abends kann Mecklenbeck durch zwei Nachtbuslinien vom Zentrum erreicht werden.
Zunächst wurde mit Wirkung vom 2. Juni 1991 der Halt von Personenzügen am Bahnhof Mecklenbeck eingestellt und die Fahrgäste in den amtlichen Mitteilungen auf den örtlichen Busverkehr verwiesen. Später wurde etwa 400 m weiter östlich wieder eine Bahnstation neu errichtet, welche von Zügen der Baumbergebahn angefahren wird. Die hierzu notwendigen Bauvorbereitungen begannen 2016. Die Inbetriebnahme der neuen Station erfolgte zum Fahrplanwechsel im Dezember 2018. Damit hat Mecklenbeck nicht nur eine schnellere Verbindung zum Münsteraner Hauptbahnhof, sondern ebenso zum Haltepunkt Münster-Roxel und in den Kreis Coesfeld.

### Individualverkehr
Wie überall in Münster nimmt auch in Mecklenbeck das Fahrrad eine wichtige Stellung ein. Die beiden ins Stadtzentrum führenden Straßen sind während der Hauptverkehrszeiten an ihrer Kapazitätsgrenze angekommen, jedoch ist eine Erweiterung nicht möglich.
Die nächstgelegenen Autobahnanschlussstellen sind der nördliche Beginn der A 43, von wo auch die A 1 am Autobahnkreuz Münster erreicht werden kann, die Anschlussstelle Senden der A 43 (Münster – Recklinghausen – Wuppertal) und die Anschlussstelle Münster-Hiltrup der A 1.

## Sport
Mecklenbeck beheimatet zwei Fußball- bzw. Sportvereine, den DJK Wacker Mecklenbeck 1956 e. V. und den 1. FC Mecklenbeck, die beide zusammen auf einer der modernsten Sportanlagen von Münster und Umgebung ihre Sportprogramme ausführen (110.360 m² Nutzfläche).
Hinzu kommt der Skatepark mit dazugehörigem Fußballplatz und Volleyballspielfeld.
Seit November 2019 gibt es auf dem Sportgelände von Wacker Mecklenbeck einen Schießstand für Luftdruckwaffen, welcher von der örtlichen Schützenbruderschaft St. Lamberti Mecklenbeck e. V. errichtet wurde und betrieben wird. Hier finden regelmäßig Übungsabende und Wettkämpfe statt. 

## Feuerwehr
In Mecklenbeck wurde im Jahr 1900 eine Freiwillige Feuerwehr gegründet, um den Hofbränden des Dorfes entgegenwirken zu können. Anfangs wurde noch mit einer Handdruckspritze gelöscht, gut dreißig Jahre nach der Gründung konnte die Feuerwehr mit einer motorbetriebenen Pumpe auf einem leichten Motorwagen deutlich schneller und effektiver in den Einsatz gehen. In der Nachkriegszeit wurde die Feuerwehr immer moderner, außerdem leistete sie auch außerhalb Mecklenbecks Hilfe, zum Beispiel beim Hiltruper Krankenhausbrand 1969. Heute ist der Löschzug Mecklenbeck Teil der Freiwilligen Feuerwehr Münster, übernimmt neben der Brandbekämpfung gemeinsam mit der Berufsfeuerwehr Münster auch viele andere Aufgaben, wie technische Hilfeleistungen und Hilfe bei Unwettern. Dazu steht ihr moderne Technik auf ihren drei verschiedenen Fahrzeugen zur Verfügung, die im 2004 gebauten Feuerwehrhaus am Dingbängerweg stationiert sind.

## Bilder aus Mecklenbeck

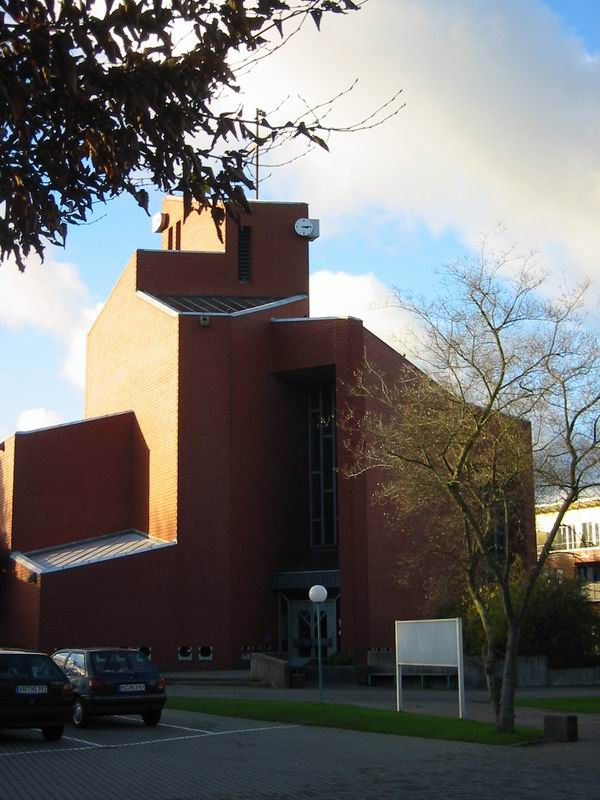
Sankt-Anna-Kirche am Dingbängerweg
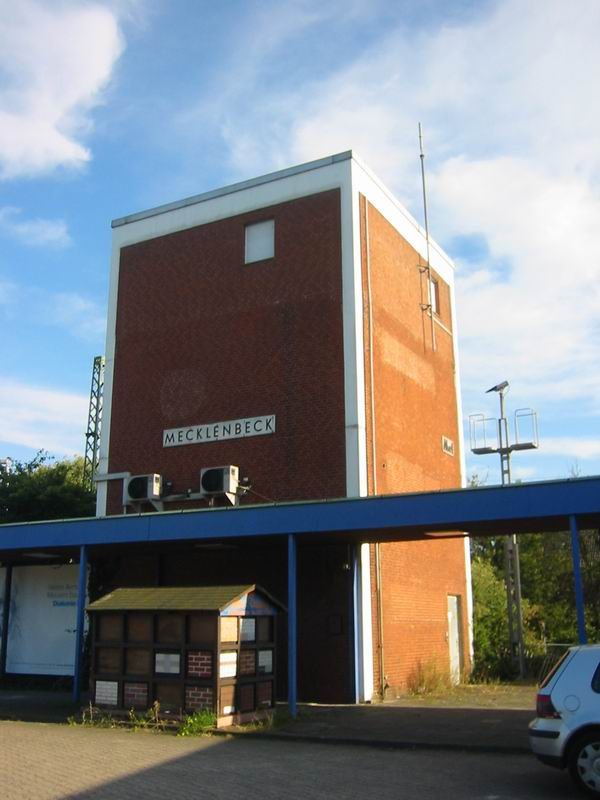
Bahnhof Mecklenbeck (1982 stillgelegt)
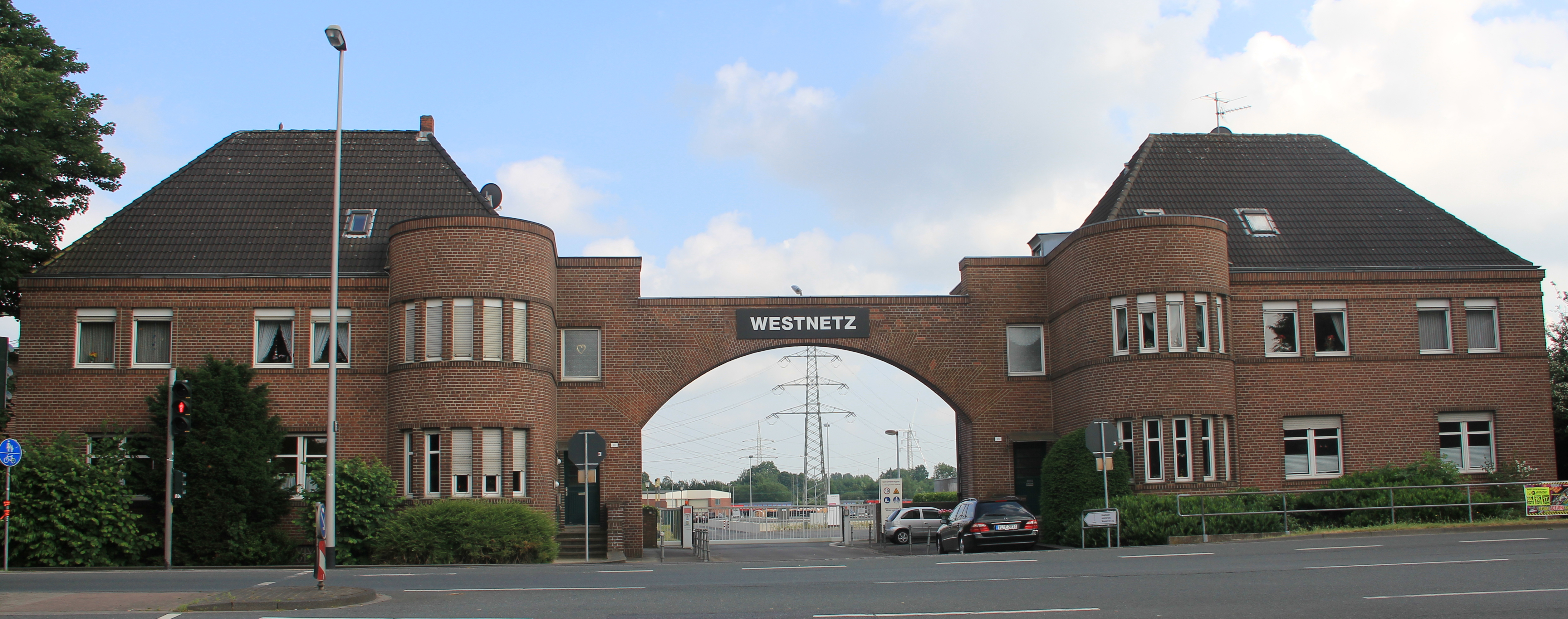
Betriebsgebäude des Umspannwerks
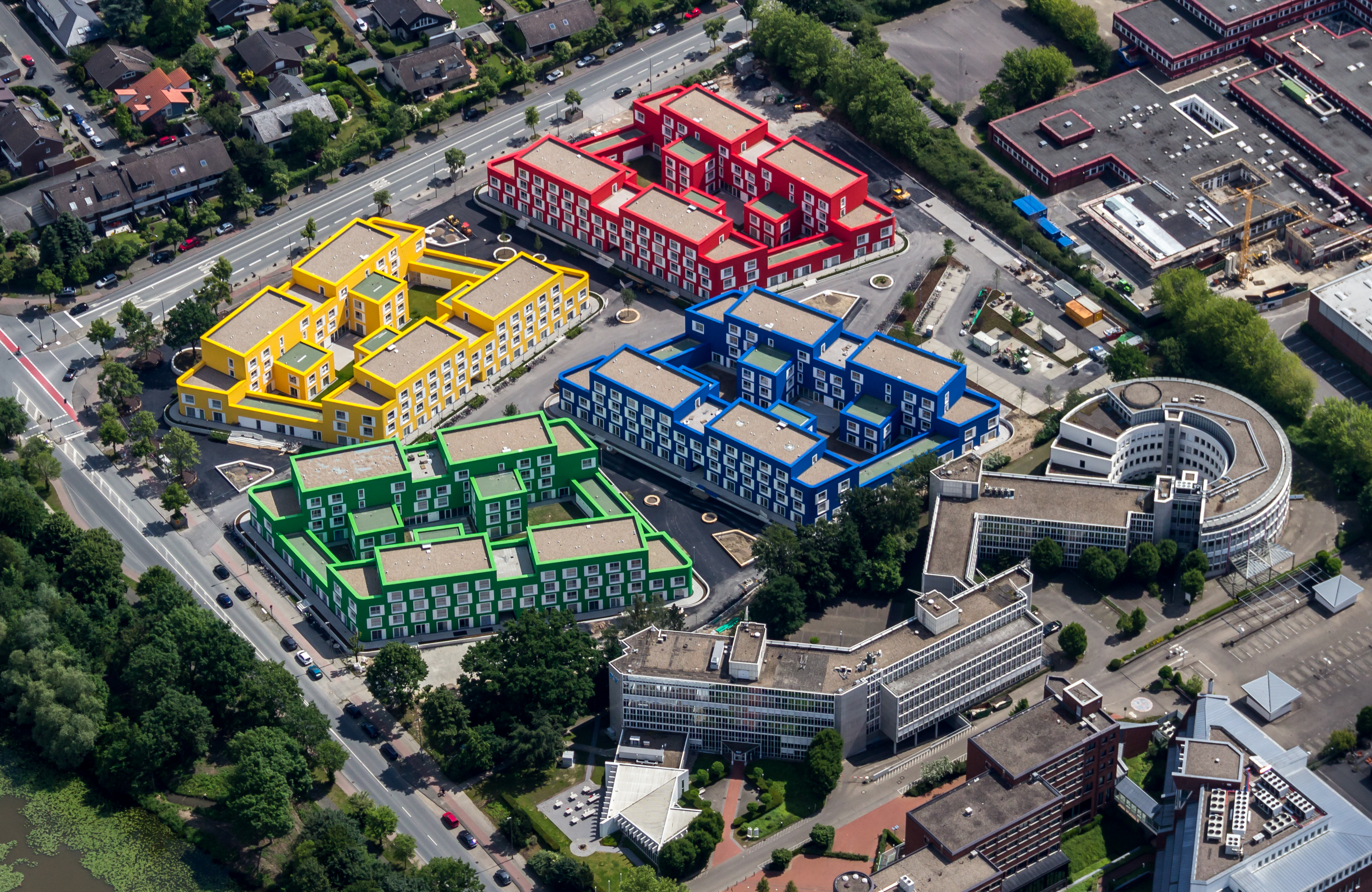
Die Studentenwohnanlage Boeselagerstraße („Boeselburg“) liegt am Nordrand von Mecklenbeck, am Übergang zur Aaseestadt (Luftbild, 2014)